# Stresendorf
Stresendorf ist ein Ortsteil der Gemeinde Ziegendorf im Landkreis Ludwigslust-Parchim in Mecklenburg-Vorpommern.

## Geografie und Verkehrsanbindung
Stresendorf liegt nordwestlich des Kernortes Ziegendorf. Die Landesstraße L 083 verläuft östlich, die L 08 südlich und die A 24 nördlich. 

## Sehenswürdigkeiten

### Baudenkmale
In der Liste der Baudenkmale in Ziegendorf sind für Stresendorf vier Baudenkmale aufgeführt:
- Fachwerk-Glockenturm mit Pyramidendach der ehemaligen Kirche
- Kriegerdenkmal 1914/18
- Bauernhaus (Am Dorfplatz 7)
- Wegweiser (Ortsmitte) zu Massengräbern des ehemaligen KZ Wöbbelin (Außenlager KZ Neuengamme)